# Estadio Metallurg

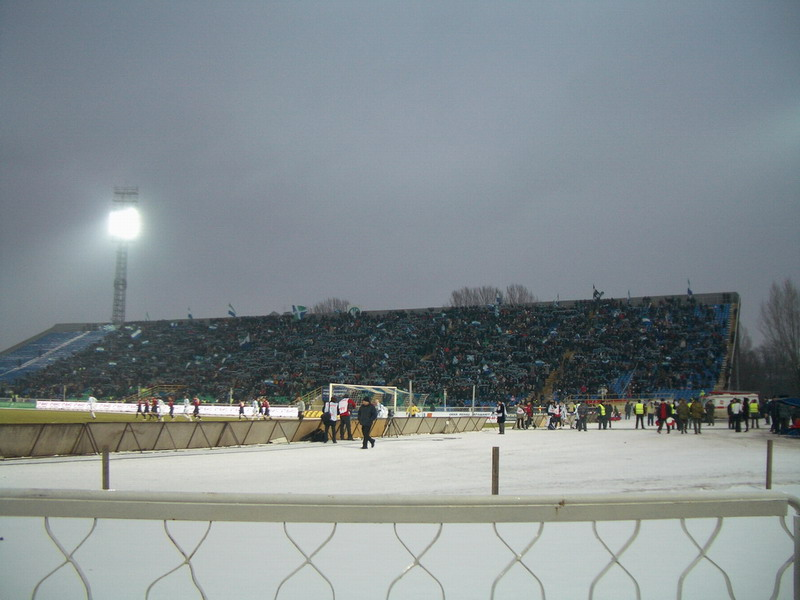
Estadio Metallurg de Samara.

El Estadio Metallurg es un estadio de fútbol en Samara, Rusia. El club de fútbol Krylia Sovetov Samara disputaba en este estadio sus partidos como local, hasta ser reemplazado por el Samara Arena. El recinto fue inaugurado en 1957 y dispone de una capacidad total de 33 001 espectadores sentados.
En 1997 se implantó en el estadio un sistema de calefacción central para proteger el césped de las extremas temperaturas que sufre la ciudad. El 12 de octubre de 2001 finalizó la instalación en la Grada Este de los asientos de plástico en todo el estadio.